# P. Lal
Purushottama Lal (28 de agosto de 1929 - 3 de novembro de 2010) foi um poeta, ensaísta, tradutor, professor e editor indiano. Ele foi o fundador e editor da Oficina de Escritores em Calcutá.